# جيم بارتون (ربان)
جيم بارتون (بالإنجليزية: Jim Barton)‏ هو ربان ‏ أمريكي، ولد في 1956 في مقاطعة لينكولن في الولايات المتحدة.

## وصلات خارجية
- جيم بارتون على موقع الاتحاد الدولي للملاحة الشراعية (موقع جديد) (الإنجليزية)
- جيم بارتون على موقع اللجنة الأولمبية الدولية (الإنجليزية)
- جيم بارتون على موقع أوليمبيديا (الإنجليزية)